# Pothos (statua)

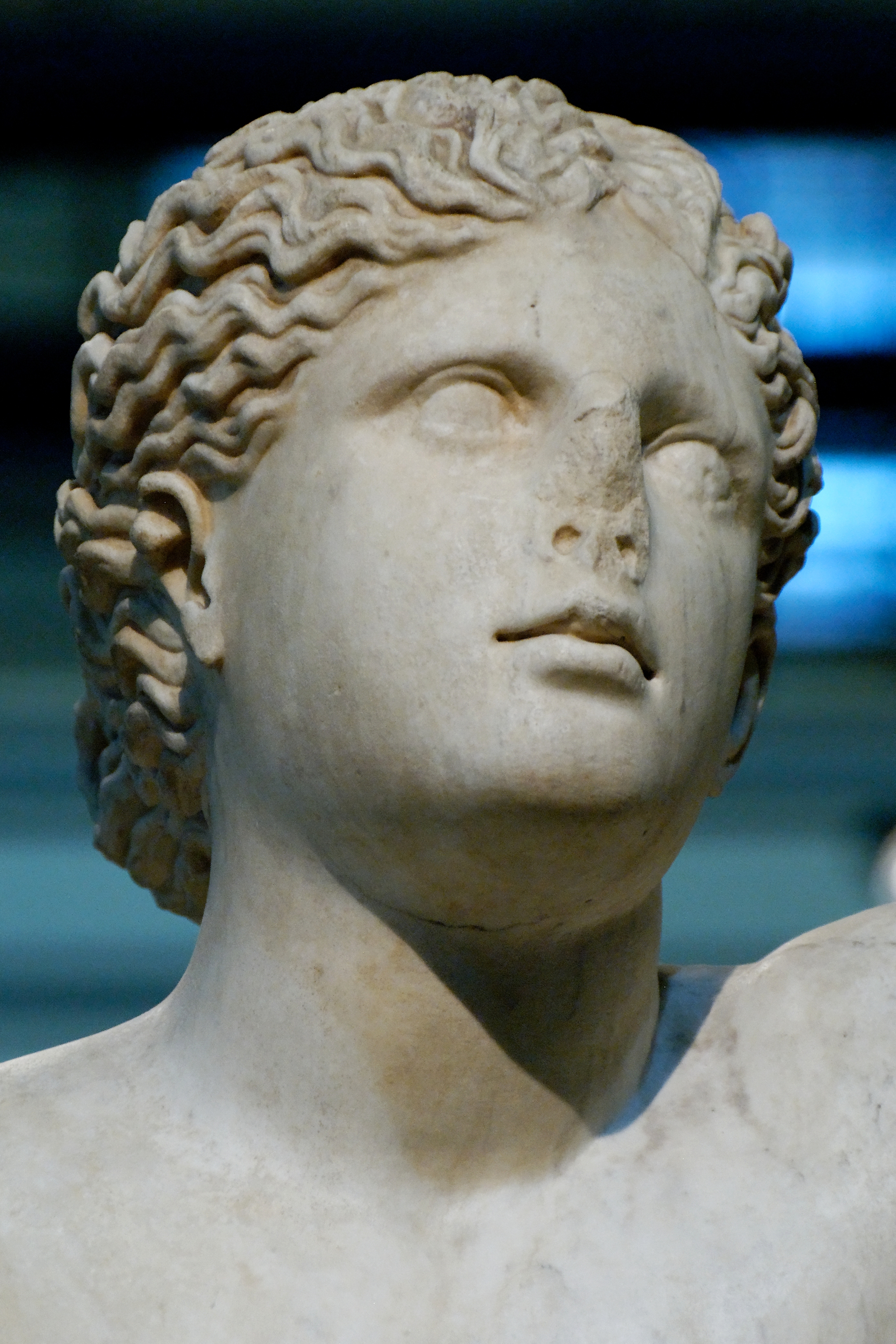
Dettaglio della testa

Il Pothos è una scultura di Skopas, databile al 330 a.C. circa, conosciuta da una serie di repliche marmoree dell'epoca romana; la migliore (altezza 180 cm) è considerata quella di via Cavour nella Centrale Montemartini dei Musei Capitolini a Roma.
Alla Centrale Montemartini se ne conservano due copie: oltre a quella principale, è esposta anche una versione acefala. Altre copie sono quella frammentaria del Louvre (senza le gambe), le due degli Uffizi, e quella dei Musei Capitolini, restaurata con altri frammenti a formare un "Apollo con cetra".

## La statua originale
La statua rappresenta Pothos, una divinità minore del corteo di Venere che rappresentava il desiderio amoroso.
L'opera è datata in via ipotetica all'ultima fase produttiva dell'artista. Fra le poche opere certe attribuite al celebre maestro e di cui ci raccontano Pausania e Plinio, faceva parte sia di un gruppo con Eros e Imero dedicato a Megara, sia di un altro complesso statuario, con Afrodite e Fetonte, a Samotracia.
In questo complesso statuario si possono notare i caratteri espressivi di una nuova corrente, tipici del IV secolo a.C., ovvero il ripiegamento intimista, che si traduce nel raffigurare le divinità olimpiche in momenti intimi e carichi di pathos.
Oggi è possibile risalire all'originale grazie ad una quarantina di repliche di epoca romana ed ellenistica, alcune delle quali per la prima volta definitivamente individuate da Adolf Furtwängler, nella seconda metà dell'Ottocento, quali copie del Pothos di Skopas.

## Descrizione e stile
Su una base si trova il ragazzo nudo dalle forme sinuose e delicate, appoggiato a qualcosa alla sua sinistra: l'anca sinistra è prominente a quella destra e forma una linea curva con la coscia; il braccio sinistro (perduto) è disteso lateralmente, con l'avambraccio, in alto; invece il destro un tempo stringeva un tirso dionisiaco ossia un bastone cinto di edera e pampini.
La testa, piccola e coi capelli ben segnati, ha un'espressione trasognata e guarda verso l'alto, a simboleggiare il desiderio per un amore lontano. Gli occhi infossati e profondi sono tipici dello stile del maestro. La figura è inclinata verso sinistra e sorretta dall'appoggio della veste che cade dalla spalla sinistra; punti di appoggio che sono una caratteristica sempre presente nelle sculture di Skopas e Prassitele spesso rappresentati da una pianta o un sostegno artificiale; altra caratteristica di entrambi gli scultori è la particolare levigazione della superficie marmorea restituendole un completo realismo umano.

## Galleria d'immagini

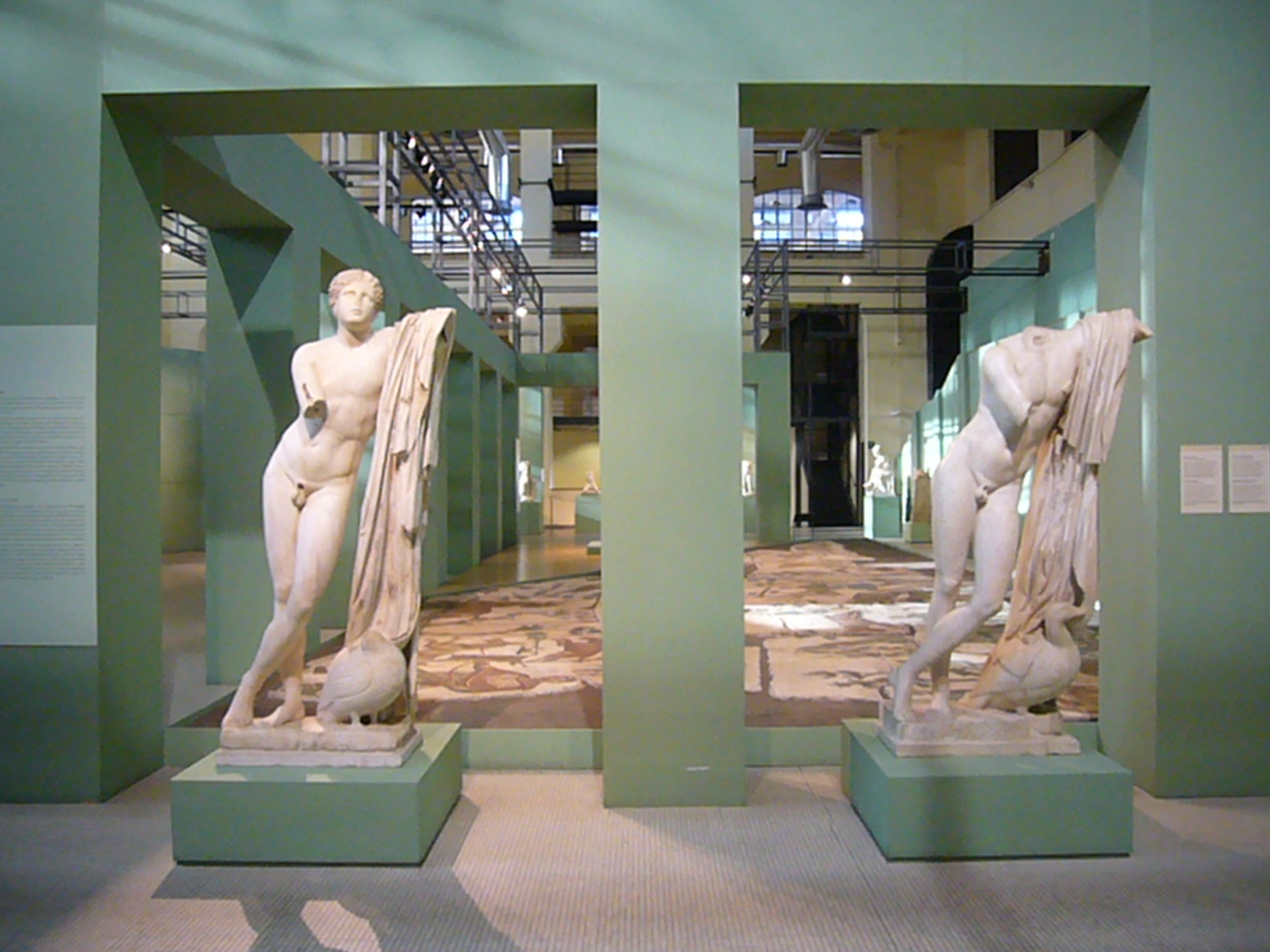
Le due versioni della Centrale Montemartini
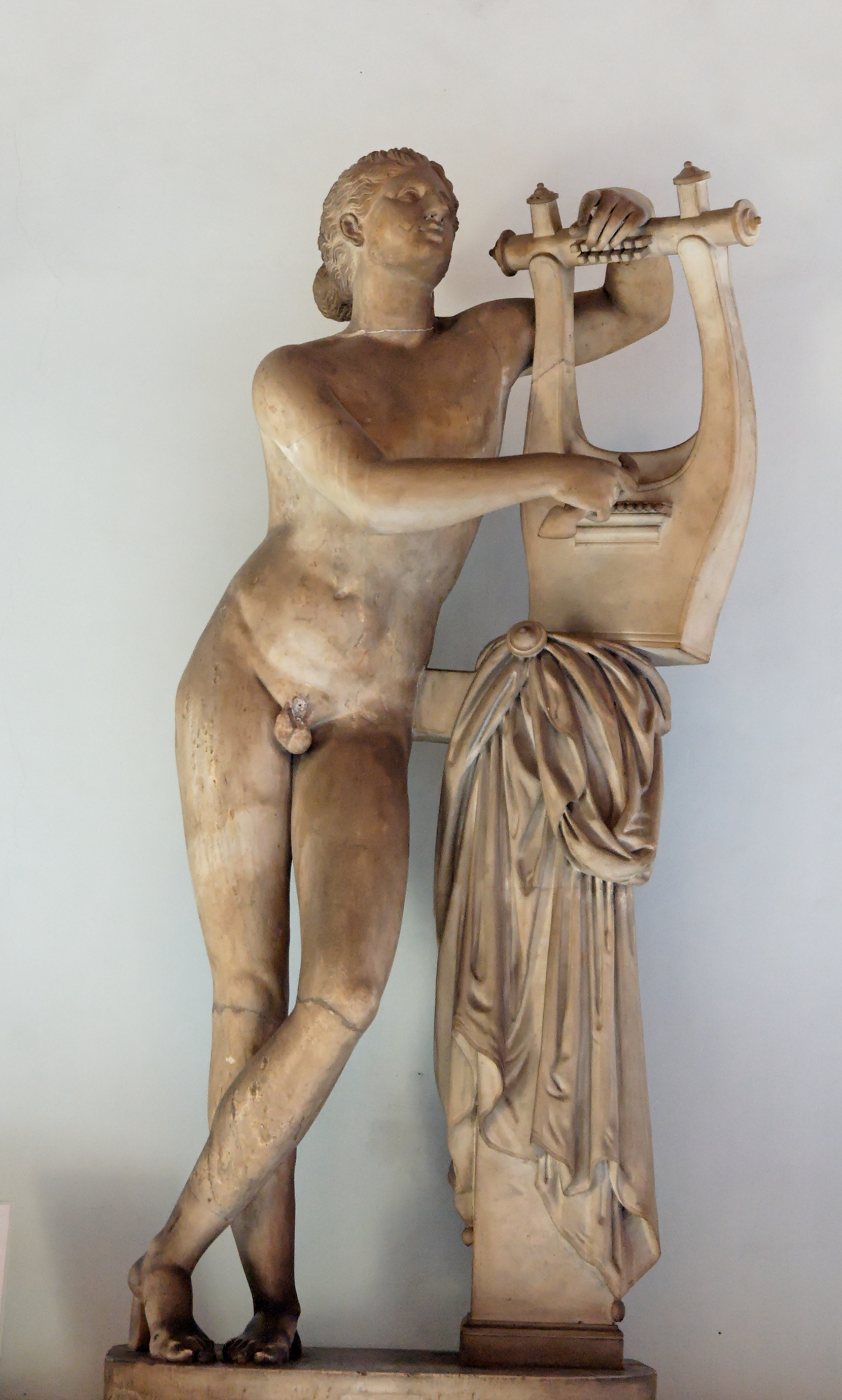
Versione dei Musei Capitolini
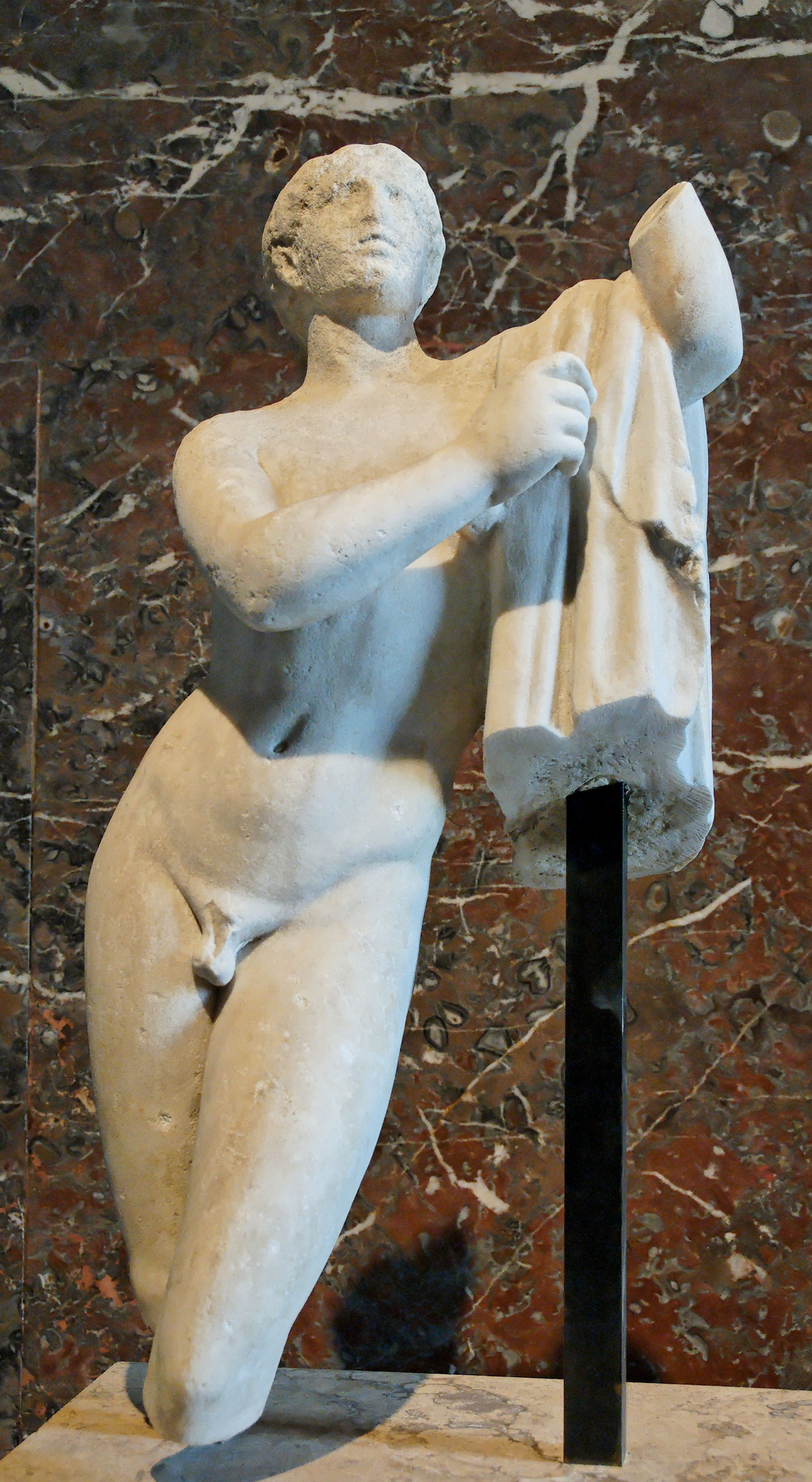
Versione del Louvre